# Sommer-Paralympics 2016/Teilnehmer (Turkmenistan)
| stlisierte Goldmedaille | stlisierte Silbermedaille | stlisierte Bronzemedaille |
| ----------------------- | ------------------------- | ------------------------- |
| —                       | —                         | —                         |

Turkmenistan entsandt zu den Paralympischen Sommerspielen 2016 in Rio de Janeiro 1 Athleten und 1 Athletin.

## Teilnehmer nach Sportart

### Powerlifting
| Männer            |       |                         |                         |                         |   |   |
| Sergey Meladze    | 72 kg | 190,0 kg (nicht gültig) | 190,0 kg (nicht gültig) | 190,0 kg (nicht gültig) | - | - |
| Frauen            |       |                         |                         |                         |   |   |
| Mayagozel Ekeyeva | 73 kg | 100,0 kg                | 105,0 kg                | 110,0 kg (nicht gültig) | 5 | 5 |

fett: Gewerteter Versuch